# Georges Navel
Georges Navel, cuyo verdadero nombre era Charles François Victor Navel (Pont-à-Mousson, 30 de octubre de 1904 – Laval-d'Aix,1 de noviembre de 1993), es un escritor proletario libertario francés, operario, ajustador, excavador, obrero agrícola, apicultor, corrector de imprentas en París (1954-1970).

## Obras
- Obras, prefacio de Paul Géraldy, Stock, 1945 ; Gallimard, coll. " fol. No. 1156, 1979 — Premio Sainte-Beuve en 1946
- Ruta, Gallimard, 1950 ; Gallimard, 2025, «présentation éditeur».
- Arena y Limón, Gallimard, 1952
- Cada uno en su reino, prefacio de Jean Giono, Gallimard, 1960
- « Alrededor de César ", La Nueva Revista Francesa No. 86 ,11 de febrero de 1960
- Pasajes, El Sicómoro, 1982 ; Gallimard, 1991 ; La Fuga, 2025, «présentation éditeur».
- Cerca de las abejas, Gallimard, 2025, «présentation éditeur».
- Con los guerreros, Plein Chant (éd), 2025